# Witchaven
Witchaven — фэнтезийный шутер от первого лица с элементами Action/RPG, разработанный Capstone Software и изданный Intracorp Entertainment в 1995 году.
История в стиле «Меча и Магии» рассказывает о приключениях рыцаря Грондоваля и о его квесте по уничтожению злой ведьмы в её собственной цитадели.
Игра сделана на движке Build и получила смешанные отзывы. В 1996 году вышло продолжение под названием Witchaven II: Blood Vengeance.

## Игровой процесс
Несмотря на то, что игра позиционируется как шутер, в ней есть несколько ролевых элементов, таких как развитие персонажа (посредством получения опыта за уничтожение врагов и нахождение сокровищ), прогресс в уровнях с одновременным увеличением количества здоровья, модификаторов урона, навыков владения оружием и доступа к более мощным заклинаниям.
Игра также сфокусирована на рукопашных боях, в отличие от типичных шутеров «Беги и стреляй», каких в то время было большинство.
В остальном же она похожа на прочие FPS своей эпохи, в которых игроку нужно убивать всё, что движется, не забывая при этом искать разноцветные ключи для закрытых дверей, чтобы пройти на следующий уровень.
В настройках имеется возможность выбора сложности и количества насилия.
Witchaven поддерживает игру по локальной сети, на доступных только в этом режиме десяти картах для deathmatch.
Примечательно, что это был первый в истории 3D-шутеров случай, когда в игре могло присутствовать 16 человек одновременно.

## Сюжет

Игровой процесс

Игрок выступает в роли рыцаря Грондоваля, который служит своему королевству — Стажия, и выбран его господином — Лордом Веркапероном, для миссии по избавлению мира от ведьмы Иллвирин.
В её логове, известном как «Царство Witchaven» и спрятанном в огромном подземном лабиринте под тайным «Островом Чар», Иллвирин проводит тёмные ритуалы, для того чтобы преодолеть пространственный барьер — «Вуаль», которая отделяет реальность игры от хаотических «Дальних Пустошей». Если Иллвирин удастся прорвать «Вуаль», её тёмные силы станут безграничны, а армии демонов, призываемых ею, отправятся в мир людей для его порабощения.
Грондоваль прибывает на «Остров Чар» в лодке, вооружённый одним только кинжалом. Ему необходимо проложить себе путь сквозь орды монстров, которыми кишит лабиринт тёмных пещер и подземелий, чтобы добраться до Иллвирин и убить её, пока не поздно.

## Разработка
Вместе с William Shatner’s TekWar, также разработанной Capstone Software в 1995 году, Witchaven была одной из первых игр, сделанной на ранней версии движка Build, который ещё не поддерживал наклонные полы и потолки, добавленные 3D Realms только в 1997 году.
Изображения монстров — это на самом деле вылепленные из глины фигуры, сфотографированные со всех сторон и позже переведённые в спрайты.
Роль Иллвирин исполнила продакт-менеджер игры — Джуди Мелби.
Модели оружия также были созданы при помощи оцифровки, на основе образцов, предоставленных BlackSword Armoury Inc.
Вступительный ролик сделан студией Shadows in Darkness (тогда ещё известной под названием Animation Factory) и является их первой профессиональной работой.
Официальное руководство по Witchaven от Brady Games включает оригинальные иллюстрации и дополнительные материалы про создателей игры.
Концепция «Жестокий шутер от первого лица в фэнтези-сеттинге, который вращается вокруг уничтожения ковенанта ведьм в их собственном логове» была создана после того, как команда разработчиков посетила Gen Con в 1993 году.
Работа над игрой стартовала в 1994, сразу после завершения Operation Body Count. Сначала протагонист по выбору игрока мог быть либо воином, либо магом, также предлагалось определить и его пол (эти возможности были позже устранены, для того чтобы создать сильного мужского персонажа, который может пользоваться как оружием, так и магией). На ранних порах создания истории, которая присутствовала в рекламных материалах, ведьм было три и каждая «Старше, чем само время».
В демо-версии игры, включающей в себя три уровня, были некоторые отличия от финального релиза. Она показывала только шесть видов оружия и столько же заклинаний. Вместо зелий, что лечат отравление, там были увеличивающие показатель брони. Также зелья сопротивления огню были заменены зельями хождения в огне. Демо рассказывала историю о ведьмах, практикующих «Магию Смерти», и про их план разбудить вулкан «Острова Чар», который спал в течение последних двух веков, с тем чтобы спровоцировать извержение, которое угрожало бы близлежащим землям. Также в истории рассказывалось об ещё безымянном на тот момент «Храбром Стажианине», задачей которого было помешать этому сценарию и уничтожить их.
Хотя сюжет изменился ещё до выхода окончательной версии игры, сиквел по-прежнему упоминает это извержение на «Острове Чар» и говорит об уничтожении нескольких «ведьм в их ужасном логове» в предыстории. На официальном сайте также присутствует фраза «Ведьмы Острова Чар» в описании игры.

## Отзывы
Witchaven была встречена в основном смешанными оценками и умеренной критикой.
Популярный российский журнал Game.EXE поставил игре 90 %, даже несмотря на то, что автор статьи назвал уровни слишком запутанными.
PC Zone выдал игре 88/100 баллов и рекомендовал её: «Witchaven содержит кучу заклинаний и склянок, чтобы играться с ними, стандартные сетевые опции, триггеры и ловушки, впечатляющую графику — и если вы ищете кровищу, вы найдёте её здесь. Сумасшедшая, закрученная и жестокая — она нам нравится».
Ли Чун Ви из New Straits Times писал: «Я в восторге от Witchaven», похвалив в игре «по-ведьмовски» качественную графику.
Польский журнал Gambler дал общую оценку 90 %, а немецкий PowerPlay выставил по 71 % за сингл и мультиплеер-составляющие.
С другой стороны, Петра Шлунк из Computer Gaming World описала игру как всего лишь «очередной клон Doom, с чрезмерным насилием и косметическими RPG-элементами».
Джим Ворнер из GameSpot подвёл итоги так: «Witchaven, конечно же, не плохая игра, но и не отличная тоже. Рукопашные схватки — это весело поначалу, но через пару часов вы захотите себе BFG-9000».

## Наследие
Сиквел под названием Witchaven II: Blood Vengeance был выпущен в 1996 году. Там новым врагом Грондоваля стала сестра убитой им ведьмы. Игровой процесс был почти таким же, как и в первой части, единственное отличие заключалось в некоторых дополнительных видах оружия и вариациях монстров.
Третья игра той же серии была разве что в планах — к этому отсылает данное в финальных титрах обещание, что Грондоваль рано или поздно станет королём. Но Intracorp обанкротилась, и Capstone была закрыта ещё до начала всякой работы над ней. Игра была запланирована после завершения разработки Corridor 8, который также так и не был доделан.
В районе 2006 года бывший программист Capstone Лес Бирд выпустил исходный код Witchaven и Witchaven II.
Кроме этого, блэк-метал группа «Witchaven» назвалась так в честь серии.
Игра Hellraid от Techland описывается как идейный продолжатель Witchaven и Hexen.